# Carmelo Viñas y Mey
Carmelo Viñas y Mey (Ciudad Real, 16 de juliol de 1898 - 9 de març de 1990) fou un historiador, sociòleg i historiador del dret espanyol, representant del catolicisme social.

## Biografia
Va estudiar Dret i Ciències Històriques en la Universitat de Barcelona i en 1918 es va doctorar en la Universitat de Madrid en filosofia i lletres. En 1931 fou catedràtic d'història d'Espanya en la Universitat de Santiago de Compostel·la. Des del seu càrrec va combatre el nacionalisme gallec, tot enfrontant-se al galleguista Francisco Fernández del Riego, alhora que col·laborava amb Acció Catòlica i donava suport econòmic a les JONS. Durant la guerra civil espanyola va donar suport al bàndol nacional va formar part de les milícies clandestines de la Falange Española de las JONS i va organitzar el Servicio Español del Profesorado i el Socorro Blanco per donar suport als catedràtics destituïts per les autoritats republicanes.
Com a recompensa en 1942 va rebre la càtedra d'història medieval de la Universitat de Valladolid. Obertament contrari al "separatisme", va col·laborar en la depuració de la Universitat. Posteriorment va obtenir la càtedra d'història econòmica i social a la Universitat Complutense de Madrid i dirigí Cuadernos de la Cátedra de Historia Antigua de España. El 30 de novembre de 1954 va ingressar a la Reial Acadèmia de Ciències Morals i Polítiques. Posteriorment fou director de l'Institut Balmes de Sociologia del Consell Superior d'Investigacions Científiques i de la Revista Internacional de Sociología.

## Obres
- El estatuto del obrero indígena en la colonización española (1929)
- El problema de la tierra en la España de los siglos XVI-XVII (1941)
- Los Países Bajos en la política y en la economía mundiales de España (1944)
- España y los orígenes de la política social. (Las leyes de Indias)
- El pensamiento filosófico alemán y los orígenes de la Sociología (1957) amb Luis Redonet y López-Dóriga
- Escritos sociales de Pedro de Valencia (editor, 1945)
- Relaciones histórico-geográfico-estadísticas de los pueblos de España hechas por iniciativa de Felipe II en cinc toms referits a la Provincia de Madrid (1949), Reino de Toledo (1951 y 1963) i Ciudad Real (1971), amb Felipe Ramón Paz